# Aedes albopictus
La zanzara tigre comune (Aedes albopictus Skuse, 1894) è un insetto appartenente alla famiglia Culicidae.

## Descrizione
La zanzara tigre è lunga dai 5 ai 10 millimetri, dimensioni medie per una zanzara. È vistosamente tigrata di bianco e nero. I maschi si contraddistinguono dalle femmine in quanto sono più piccoli di circa il 20%; nonostante ciò possiedono una morfologia molto simile. Come tutte le specie di zanzare, le antenne dei maschi sono decisamente più folte rispetto a quelle delle femmine. I palpi mascellari dei maschi sono più lunghi delle loro proboscidi; invece i palpi mascellari delle femmine sono molto più corti.
A differenza di altre specie simili la zanzara tigre presenta un'unica linea bianco argentea sul torace.

La zanzara tigre è una zanzara diurna, che esplica la propria attività principalmente nel tardo pomeriggio e nelle prime ore del mattino. Viene definita "antropofila" poiché ha una spiccata preferenza per il genere umano e gli ambienti antropizzati. È la specie più rappresentata negli ambienti urbani, dove trova molteplici luoghi adatti alla propria riproduzione e numerosi ospiti su cui pasteggiare.
Le femmine depongono le uova sulle pareti di contenitori di varia natura in grado di contenere acqua.  Prediligono raccolte d'acqua di piccole dimensioni simili a quelli presenti nel loro ambiente naturale ovvero da piccole cavità presenti negli alberi delle foreste tropicali.  Negli ambienti urbanizzati, la loro scelta ricade sui piccoli contenitori presenti nei giardini e nei terrazzi come piccole anfore, sottovasi, pozzetti di raccolta dell'acqua piovana, grondaie, giochi per i bambini, annaffiatoi, ma anche lungo le strade, nei parchi, piazzali e strade.
Le uova resistono alla siccità e possono sopravvivere oltre 6 mesi in queste condizioni, ma per schiudere e avviare così il ciclo larvale dovranno necessariamente essere sommerse dall'acqua. Il ciclo vitale si compone di 4 distinte fasi: uovo, larva, pupa e adulto. Le larve e le pupe possono svilupparsi solo ed esclusivamente in presenza di acqua. La zanzara tigre ha una limitata capacità di spostamento (meno di 200 metri), perciò i luoghi di deposizione delle uova sono vicini a dove se ne osserva la presenza.

## Specie simili
Essendo anch'essa molto comune in Europa, si può facilmente confondere la zanzara Culiseta annulata con la zanzara tigre, poiché entrambe hanno un disegno circolare bianco e nero sulle zampe. La zanzara Culiseta annulata però non si trova in densità ugualmente alte; inoltre questa specie non possiede la caratteristica linea bianca che va dal centro della testa fino al torace. È decisamente più grande di Aedes albopictus ed ha una striatura beige e grigia e non bianca e nera come la zanzara tigre. Sulle ali si riconoscono delle venature e quattro punti neri, ma non ben definiti.
Nell'area mediterranea orientale si può confondere Aedes albopictus con Aedes cretinus, che appartiene anch'essa al sottogenere Stegomyia e utilizza simili raccolte d'acqua per la riproduzione. Pure Aedes cretinus possiede una striscia bianca sullo scuto, che finisce però poco prima dell'addome; inoltre sono visibili due ulteriori striature bianche a destra e a sinistra della striscia centrale. Al momento, Aedes cretinus è diffusa solamente sulle isole di Cipro e Creta, in Grecia, Macedonia del Nord, Georgia e in Turchia.

## Distribuzione

### Adattamento climatico
Sebbene Aedes albopictus sia indigena in zone tropicali e subtropicali, si è adattata con successo anche ai climi temperati caldi. Nelle zone tropicali calde e umide è attiva tutto l'anno.
In regioni temperate sverna sotto forma di uovo, riprendendo il ciclo in forma adulta durante la primavera (in Italia è attiva da marzo a ottobre).
Le uova delle varietà presenti nelle zone temperate tollerano meglio il freddo (temperature sotto zero, neve) di quelle presenti in regioni più calde. Inoltre, le zanzare tigre adulte possono sopravvivere durante l'inverno in micro habitat adeguati.

### Specie invasiva
Originaria del sud-est asiatico, questa zanzara ha sfruttato i trasporti commerciali umani per diffondersi in molte zone del mondo: nella metà del XX secolo si diffuse in Africa e nel Medio Oriente e a seguire nel continente sudamericano, negli Stati Uniti d'America, in Oceania e per ultima in Europa.
I primi esemplari riprodotti in Europa sono stati ritrovati a Laç, nell'Albania settentrionale nell'agosto 1979. Il gruppo albanese di sorveglianza ha ipotizzato che la zanzara fosse presente almeno dal 1975 e ha individuato il mezzo responsabile in  una nave cargo proveniente dalla Cina attraccata al porto di Durazzo. In Italia fa la sua comparsa nel 1990 a Genova, in un deposito di pneumatici usati, importati dagli Stati Uniti. Da qui si è diffusa praticamente in tutta la penisola ed è presente in molti altri paesi europei (le mappe di diffusione sono visibili sul sito dell'European Centre for Disease Prevention and Control: www.ecdc.eu).
È inserita nell'elenco delle 100 specie invasive più dannose al mondo redatto dallo IUCN/ISSG.

### Vie di diffusione
La diffusione di Aedes albopictus a lunga distanza avviene in primo luogo tramite vie marittime. Di solito carichi navali di copertoni usati, bambù portafortuna (Dracaena sanderiana) e fiori possono trasportare le uova, le larve e le pupe delle zanzare tigre. Autoveicoli privati, camion e treni sono importanti mezzi di trasporto a livello regionale.

### Competizione con specie simili
Per quanto riguarda la stretta socializzazione con gli uomini, la zanzara tigre in Europa è molto simile alla zanzara comune (Culex pipiens). Ma, oltre alle differenze rispetto alla loro biologia, le zanzare della specie Culex pipiens preferiscono specchi d'acqua più ampi per la deposizione delle uova e tollerano meglio il freddo.
In Europa la zanzara tigre occupa una nuova nicchia piuttosto ampia che non si sovrappone con quella di specie autoctone e/o naturalizzate, le quali non risultano così in grado di ostacolarne la diffusione.
Una possibile competizione fra le specie che depongono le loro uova in tronchi d'albero (Aedes cretinus, Aedes geniculatus e Anopheles plumbeus) è ancora da stabilire. Queste specie, però, non sembrano preferire ambienti popolati dagli uomini.

## Nutrizione e localizzazione dell'ospite

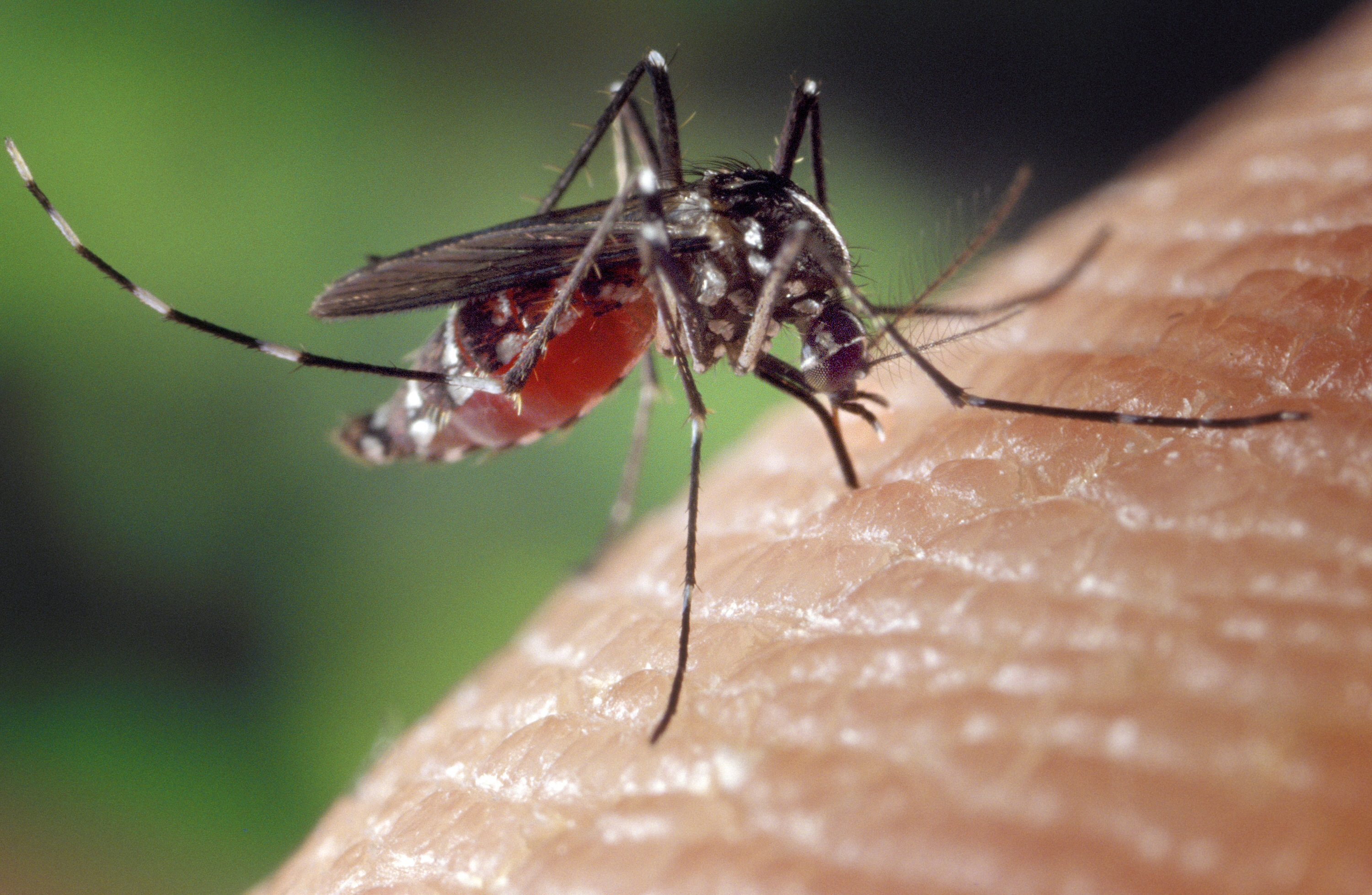
Una femmina mentre si nutre di sangue umano

Come nelle altre specie di zanzara soltanto le femmine di Aedes albopictus hanno bisogno di un pasto di sangue per la produzione delle uova. Esse integrano il loro fabbisogno energetico con nettare ed altri succhi vegetali dolci, esattamente come fanno i maschi. Nella localizzazione dell'ospite hanno un ruolo importante l'anidride carbonica, le sostanze organiche prodotte dall'ospite e segnali visivi.
La zanzara tigre punge di giorno. A seconda delle regioni e del biotipo esistono diversi momenti di attività più intensa. Generalmente però è inattiva durante le ore centrali della giornata e nelle ore notturne. Cerca le sue prede dentro e fuori le abitazioni, ma è particolarmente attiva all'aria aperta.
Oltre agli esseri umani, Aedes albopictus punge anche altri mammiferi e uccelli. Quando affronta un pasto di sangue la localizzazione dell'ospite è molto perseverante e prudente. La ricerca di un ospite avviene in due momenti. In una prima fase la zanzara mostra un comportamento di ricerca indistinta. Quando poi percepisce l'ospite inizia la fase di approccio mirato. Spesso interrompe il pasto di sangue prima di aver ingerito la quantità necessaria allo sviluppo delle uova. Perciò le zanzare tigre possono pungere vari ospiti durante il ciclo della produzione delle uova. Poiché pungono ospiti di specie diverse sono particolarmente atte a trasmettere malattie da una specie all'altra (ad esempio la dirofilariasi dal cane all'uomo). La quantità di sangue succhiata con ogni puntura dipende dalla grandezza della zanzara, ma di solito è di circa 2 microlitri.. Non di rado, trovando una ferita aperta possono arrivare a succhiare il sangue che fuoriesce dalla lesione cutanea.
Per catturare la zanzara tigre l'uso di anidride carbonica e di una combinazione di sostanze chimiche naturalmente presenti sulla pelle umana (acidi grassi, ammoniaca, acido lattico) danno i risultati migliori.

## Pericoli per la salute
Le caratteristiche principali della zanzara tigre sono l'elevata aggressività nei confronti dell'uomo, il fatto di essere attiva durante il giorno e la capacità di svilupparsi in ambienti urbani, quindi a stretto contatto con l'uomo.
L'Aedes albopictus può trasmettere nematodi come la dirofilariasi e virus responsabili di malattie come la febbre gialla, l'encefalite di St. Louis, la dengue, la chikungunya e zika.
La zanzara tigre fu responsabile dell'epidemia di chikungunya del 2005-2006 sull'isola francese di Riunione. In settembre del 2006 si stimarono circa 266.000 persone contagiate e si contarono 248 morti sull'isola. Un'altra epidemia avvenne in Italia, in provincia di Ravenna, nell'estate del 2007, durante la quale vennero infettate più di 200 persone. È stato appurato che una mutazione del virus di chikungunya ha aumentato l'efficienza di trasmissione da parte di Aedes albopictus; ciò fa temere che questa malattia si possa nuovamente diffondere tramite Aedes albopictus nelle regioni dove questa zanzara è presente. L'Aedes albopictus è ritenuta capace di veicolare anche lo zika virus, che vede come principale vettore Aedes aegypti.
La zanzara tigre è importante anche nella medicina veterinaria. Per esempio, le zanzare tigre sono vettori di vermi parassiti del genere Dirofilaria, agenti della dirofilariasi cardiovascolare in cani e gatti.

## Controllo e soppressione

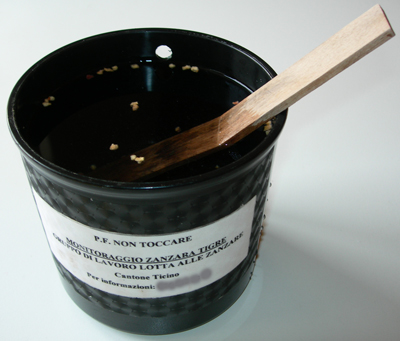
Una ovitrappola, un mezzo per individuare la zanzara tigre. La sua presenza viene confermata dalle uova deposte sulle palette di legno. I granuli marroni nell'acqua sono un preparato di Bti che ucciderà le larve che nascono.

A causa della sua notevole capacità di adattamento ad ambienti diversi, del suo stretto contatto con gli uomini e della sua biologia riproduttiva, la zanzara Aedes albopictus si è dimostrata molto difficile da controllare.
La sorveglianza delle aree non ancora colonizzate e il monitoraggio delle aree già infestate sono strumenti utili nella gestione del problema. Oltre alla sorveglianza dei porti si dovrebbero tenere sotto osservazione, con metodi adeguati, trasporti carichi di copertoni, punti di rinfresco sulle autostrade, negozi con piante importate e stazioni ferroviarie.
Nel controllo della zanzara tigre gioca un ruolo importante l'eliminazione o inattivazione dei luoghi di deposizione delle uova, che non sono mai lontani da dove le persone vengono punte. Vanno individuati ed inattivati i focolai di sviluppo larvale quali pozzetti stradali, grondaie otturate, copertoni vecchi contenenti dell'acqua, abbeveratoi per uccelli, sifoni di fogne, sistemi di drenaggio con acqua stagnante e qualsiasi altro accumulo di acqua. Per evitare che le zanzare ci depongano le uova, è consigliabile riempire di sabbia o ghiaia fine vasi, buchi di nodi di alberi ed altre fessure in grado di raccogliere dell'acqua. Anche i rifiuti possono contenere acqua piovana e vanno perciò rimossi. (Si pensi ad esempio ad una scatoletta di tonno gettata al suolo o più semplicemente ad un coperchio di un vasetto. L'acqua che può contenere è sufficiente alla riproduzione della zanzara)
I luoghi dove è impossibile evitare la presenza di acqua (tombinatura stradale ecc.) possono essere trattati periodicamente con larvicidi chimici o biologici tra cui  il Bacillus thuringiensis israelensis (Bti). Il Bti è un batterio che produce delle tossine in grado di uccidere le larve delle zanzare e certi altri ditteri, senza però essere nocivo ad altri organismi. A fronte di un minore impatto ambientale il BTI sconta una minor efficacia (circa il 20% in meno) nei confronti della Aedes albopictus rispetto a quanto registrato nei confronti della Culex pipiens.
L'applicazione di insetticidi contro le zanzare adulte ha soltanto un effetto limitato. Gli spray usati di notte contro le zanzare non hanno alcun effetto se non si trattano anche i luoghi di riposo delle zanzare tigre (usare lo spray durante il giorno può violare le indicazioni per il corretto impiego descritto sulla confezione quando, ad esempio, sono presenti nell'area api in cerca di polline). Le larve e le uova sono una buona riserva per la popolazione di zanzare, la quale, di solito, si riprende velocemente.
Una sorveglianza efficace è quindi essenziale per monitorare la presenza delle zanzare tigre e da essa dipende l'efficacia delle misure di controllo. Ovitrappole vengono di solito impiegate per il monitoraggio di Aedes albopictus; sono dei contenitori neri con dell'acqua e dei blocchetti di polistirolo, stecche di masonite o piccole palette galleggianti. Le zanzare tigre femmine depongono le loro uova su queste superfici ruvide, appena sopra il pelo dell'acqua. Tramite l'identificazione delle uova e delle larve che nascono in laboratorio da queste uova si possono stimare la presenza e la quantità di queste specie. Versioni di tali trappole con una pellicola autoadesiva (sticky trap), che catturano le zanzare quando stanno per depositare le uova, facilitano molto l'analisi e la rendono più veloce. Trappole di questo tipo sono però complicate nel modo d'impiego. I risultati delle ovitrap variano spesso e dipendono dall'eventuale vicinanza di altri luoghi per la deposizione delle uova; per poter comparare differenti campionamenti bisogna poi standardizzare il metodo di campionamento e la metodologia di analisi dei dati, tenendo conto del numero di ovitrappole ritrovate effettivamente attive e del numero dei giorni di esposizione in campo.
Esistono poche trappole efficaci contro la zanzara tigre adulta; le trappole che catturano altre specie non la intrappolano in maniera soddisfacente. Un nuovo tipo di trappola riesce a catturare quantità significanti di Aedes albopictus; questo mezzo produce, con l'aiuto di una ventola, una corrente d'aria impregnata di una miscela di sostanze (ammoniaca, acidi grassi, acido lattico) che è rivolta verso l'alto per simulare la forma e l'odore del corpo umano. Con l'aggiunta di anidride carbonica si può ulteriormente migliorare la resa della trappola. Questa trappola è un mezzo adeguato per la cattura delle zanzare tigre adulte e anche, ad esempio, per esaminare l'esistenza di virus nelle zanzare intrappolate. Prima, per studiare le zanzare, dovevano essere raccolte sul corpo di volontari. Ciò è discutibile dal punto di vista etico, specialmente durante le epidemie.